# Slavomír Stračár
Slavomír Stračár (7. února 1935 – 21. srpna 1990) byl slovenský a československý politik za hnutí Verejnosť proti násiliu, ministr hutnictví, strojírenství a elektrotechniky ČSFR a ministr zahraničního obchodu ČSFR, poslanec Sněmovny lidu a Sněmovny národů Federálního shromáždění po sametové revoluci.

## Biografie
V roce 1959 absolvoval Uralskou hornickou vysokou školu v Sovětském svazu Do roku 1970 byl členem Komunistické strany Slovenska, odkud byl vyloučen pro postoje v době pražského jara.
Profesně je k roku 1989 uváděn jako vedoucí metalurg Ocelárny Východoslovenských železáren, bytem Košice.
V prosinci 1989 nastoupil jako bezpartijní poslanec, respektive poslanec za Verejnosť proti násiliu, v rámci procesu kooptací do Federálního shromáždění po sametové revoluci do Sněmovny lidu (volební obvod č. 186 - Košice I, Východoslovenský kraj). Ve volbách roku 1990 byl zvolen do slovenské části Sněmovny národů (volební obvod Východoslovenský kraj) za VPN. Setrval zde do své smrti v srpnu 1990.
Zastával i vládní posty. V první vládě Mariána Čalfy byl od února 1990 ministrem hutnictví, strojírenství a elektrotechniky ČSFR. V následující druhé vládě Mariána Čalfy působil do své smrti v srpnu 1990 coby ministr zahraničního obchodu ČSFR. Po červnových volbách v roce 1990 byl dokonce jedním z kandidátů hnutí VPN na post premiéra Slovenské republiky v rámci federace. Měl za sebou zkušenosti z řídících funkcí ve Východoslovenských železárnách. Když měl ale před vedením VPN prezentovat svou koncepci, nepůsobil přesvědčivě. Podle vpomínek Vladimíra Ondruše, který se v té době pohyboval v nejvyšších pozicích slovenské politiky mohl být důvodem špatného výkonu alkohol („Počul som, že cestou na Ventúrsku ulicu sa potúžil niekoľkými pohárikmi, možno aj preto hovoril ako podnikový manažér a jeho vystúpeniu chýbal potrebný nadhľad“). Negativně zapůsobilo zejména jeho prohlášení, že „zoberie tú funkciu jedine s podmienkou, že mu do toho nebude nikto kafrať“. Post premiéra nakonec získal Vladimír Mečiar.
Zemřel náhle, bez předchozích známek nemoci, během ministerské služební cesty do Jižní Ameriky, v hlavním městě Brazílie Brasília. Příčinou byl infarkt. Zkolaboval během oběda konaného na jeho počest.